# William Garwood
William Garwood (Springfield, 28 de abril de 1884 – Los Angeles, 28 de dezembro de 1950)  foi um ator e diretor americano de teatro e cinema do início da era do cinema mudo na década de 1910.

## Carreira
Entre 1911 e 1913, Garwood estrelou várias adaptações de filmes populares, incluindo Jane Eyre e The Vicar of Wakefield (1910), Lorna Doone (1911), The Pied Piper of Hamelin (1911), David Copperfield (1911), O Mercador de Veneza (1912), e Little Dorrit (1913) e Robin Hood (1913). No total, atuou em mais de 150 curtas e longas-metragens.

## Filmografia selecionada
| Ano  | Título                                  | Notas                                                                        |
| ---- | --------------------------------------- | ---------------------------------------------------------------------------- |
| 1909 | The Cowboy Millionaire                  | Títulos alternativos: Fell Heir to a Million Dollars; The Millionaire Cowboy |
| 1911 | The Pasha's Daughter                    |                                                                              |
| 1911 | Baseball and Bloomers                   |                                                                              |
| 1911 | For Her Sake                            |                                                                              |
| 1911 | Cally's Comet                           |                                                                              |
| 1911 | The Railroad Builder                    |                                                                              |
| 1911 | The Colonel and the King                |                                                                              |
| 1911 | Flames and Fortune                      |                                                                              |
| 1911 | The Coffin Ship                         |                                                                              |
| 1911 | Courting Across the Court               |                                                                              |
| 1911 | Won by Wireless                         |                                                                              |
| 1911 | That's Happiness                        |                                                                              |
| 1911 | The Smuggler                            |                                                                              |
| 1911 | The Buddhist Priestess                  |                                                                              |
| 1911 | The Higher Law                          |                                                                              |
| 1911 | David Copperfield                       |                                                                              |
| 1912 | A New Cure for Divorce                  |                                                                              |
| 1912 | Conductor 786                           |                                                                              |
| 1912 | At the Foot of the Ladder               |                                                                              |
| 1912 | Please Help the Pore                    |                                                                              |
| 1912 | A Six Cylinder Elopement                |                                                                              |
| 1912 | Put Yourself in His Place               |                                                                              |
| 1912 | The Little Girl Next Door               |                                                                              |
| 1912 | Petticoat Camp                          |                                                                              |
| 1912 | Frankfurters and Quail                  |                                                                              |
| 1912 | The Thunderbolt                         |                                                                              |
| 1912 | Standing Room Only                      |                                                                              |
| 1912 | Aurora Floyd                            |                                                                              |
| 1912 | With the Mounted Police                 |                                                                              |
| 1913 | The Heart of a Fool                     |                                                                              |
| 1913 | The Evidence of the Film                |                                                                              |
| 1913 | Some Fools There Were                   |                                                                              |
| 1913 | Her Gallant Knights                     |                                                                              |
| 1913 | For Her Boy's Sake                      |                                                                              |
| 1913 | The Caged Bird                          |                                                                              |
| 1913 | The Oath of Pierre                      |                                                                              |
| 1913 | Beautiful Bismark                       |                                                                              |
| 1913 | The Lady Killer                         |                                                                              |
| 1913 | The Shoemaker and the Doll              |                                                                              |
| 1913 | A Mix-Up in Pedigrees                   |                                                                              |
| 1913 | Through the Sluice Gates                |                                                                              |
| 1913 | The Oath of Tsuru San                   |                                                                              |
| 1913 | Article 47, L'                          |                                                                              |
| 1913 | The House in the Tree                   |                                                                              |
| 1913 | Rick's Redemption                       |                                                                              |
| 1914 | The Ten of Spades                       |                                                                              |
| 1914 | A Ticket to Red Horse Gulch             |                                                                              |
| 1914 | A Turn of the Cards                     |                                                                              |
| 1914 | Fate's Decree                           |                                                                              |
| 1914 | The Green-Eyed Devil                    |                                                                              |
| 1914 | The Hunchback                           |                                                                              |
| 1914 | Imar the Servitor                       |                                                                              |
| 1914 | The Body in the Trunk                   |                                                                              |
| 1914 | The Lost Sermon                         |                                                                              |
| 1914 | The Unmasking                           |                                                                              |
| 1914 | Nature's Touch                          |                                                                              |
| 1914 | The Cameo of the Yellowstone            |                                                                              |
| 1914 | Feast and Famine                        |                                                                              |
| 1914 | A Man's Way                             |                                                                              |
| 1914 | Does It End Right?                      |                                                                              |
| 1914 | Their Worldly Goods                     |                                                                              |
| 1914 | Break, Break, Break                     |                                                                              |
| 1914 | The Cocoon and the Butterfly            |                                                                              |
| 1914 | His Faith in Humanity                   |                                                                              |
| 1914 | The Taming of Sunnybrook Nell           |                                                                              |
| 1914 | Billy's Rival                           |                                                                              |
| 1914 | Jail Birds                              | Título alternativo: Jailbirds                                                |
| 1914 | In the Open                             |                                                                              |
| 1914 | Sweet and Low                           |                                                                              |
| 1914 | Sir Galahad of Twilight                 |                                                                              |
| 1914 | Redbird Wins                            |                                                                              |
| 1914 | Old Enough to Be Her Grandpa            |                                                                              |
| 1914 | In the Candlelight                      |                                                                              |
| 1914 | The Strength o' Ten                     |                                                                              |
| 1914 | The Sower Reaps                         |                                                                              |
| 1915 | The Legend Beautiful                    |                                                                              |
| 1915 | On Dangerous Ground                     |                                                                              |
| 1915 | The Stake                               |                                                                              |
| 1915 | She Never Knew                          |                                                                              |
| 1915 | The Supreme Impulse                     |                                                                              |
| 1915 | Wild Blood                              | Diretor                                                                      |
| 1915 | The Adventure of the Yellow Curl Papers | Título alternativo: The Mystery of the Yellow Curl Papers                    |
| 1915 | Uncle's New Blazer                      | Diretor                                                                      |
| 1915 | Destiny's Trump Card                    | Diretor                                                                      |
| 1915 | You Can't Always Tell                   | Diretor                                                                      |
| 1915 | Larry O'Neill                           |                                                                              |
| 1915 | Thou Shalt Not Lie                      |                                                                              |
| 1915 | Driven by Fate                          |                                                                              |
| 1915 | Billy's Love Making                     | Diretor                                                                      |
| 1915 | The Wolf of Debt                        |                                                                              |
| 1915 | The Unnecessary Sex                     |                                                                              |
| 1915 | Getting His Goat                        |                                                                              |
| 1916 | The Grey Sisterhood                     | Lord John's Journal ep. 2                                                    |
| 1916 | Three Fingered Jenny                    | Lord John's Journal ep. 3                                                    |
| 1916 | The Eye of Horus                        | Lord John's Journal ep. 4                                                    |
| 1916 | The League of the Future                | Lord John's Journal ep. 5                                                    |
| 1916 | Billy's War Brides                      | Diretor                                                                      |
| 1916 | His Picture                             | Diretor                                                                      |
| 1916 | Two Seats at the Opera                  | Diretor                                                                      |
| 1916 | The Gentle Art of Burglary              |                                                                              |
| 1916 | A Society Sherlock                      | Diretor                                                                      |
| 1916 | He Wrote a Book                         | Diretor                                                                      |
| 1916 | Arthur's Desperate Resolve              | Diretor                                                                      |
| 1916 | A Soul at Stake                         | Diretor                                                                      |
| 1916 | The Decoy                               | Diretor                                                                      |
| 1917 | A Magdalene of the Hills                | ou: A Magdalen of the Hills                                                  |
| 1917 | The Little Brother                      |                                                                              |
| 1919 | Proxy Husband                           | Diretor                                                                      |

| Ano  | Título                | Notas                                    |
| ---- | --------------------- | ---------------------------------------- |
| 1915 | Lord John in New York | Filme perdido; Lord John's Journal ep. 1 |
| 1916 | Broken Fetters        |                                          |
| 1918 | The Guilty Man        |                                          |
| 1918 | Her Moment            |                                          |
| 1918 | Wives and Other Wives |                                          |